# Gražina
Gražina ist ein litauischer weiblicher Vorname, abgeleitet vom  gražus (dt. schön). Die männliche Form ist Gražinas. 

## Personen
- Gražina Gudaitė (* 1959), Psychologin, Professorin, Psychotherapeutin
- Gražina Imbrasienė (* 1950), Juristin und Politikerin, Mitglied von Seimas
- Gražina Ručytė-Landsbergienė (1930–2020), Pianistin und Musikpädagoge, Professorin an der Litauischen Musik- und Theaterakademie
- Gražina Šmigelskienė (* 1964), Journalistin und Politikerin, Mitglied von Seimas